# Remoulins
Remoulins è un comune francese di 2 428 abitanti situato nel dipartimento del Gard, nella regione dell'Occitania.
È stata appellata anche "capitale delle ciliegie" fino al 2002, quando alcune inondazioni hanno devastato i terreni dedicati a tale coltivazione.

## Storia
Il luogo è abitato fin dalla preistoria, come ci testimoniano la Grotta della Salpêtrière (età della renna) e la cella della Sartanette (età della pietra levigata). Verso l'XI secolo a.C. i Romani si insediarono a Sainte Colombe (la stessa dove i Volci Arecomici fondarono l'oppidum di Marduel - oggi situato nel territorio di Saint Bonnet du Gard) e costruirono il ponte romano sul Gardon.
Diversi secoli dopo, il primo agosto del 736 Carlo Martello segna col suo passaggio la storia di Remoulins e sconfigge i saraceni.
Le località della Francia meridionale comparvero prima dei comuni del settentrione ma, malgrado ciò, mancano i loro documenti costitutivi. Le città del sud del Paese e i comuni che si formarono in seguito allo stanziamento della popolazione, infatti, proseguirono, dopo la conquista, ad essere governati secondo il regime municipale romano, resistendo alle invasioni e mantenendo il loro stato di fatto.

## Geografia fisica

### Territorio
Il comune è attraversato dal fiume Gardon, sul quale è situato il celebre acquedotto costruito in epoca romana, il Pont du Gard.

### Clima
Il suo clima tipicamente mediterraneo ha permesso una frutticoltura abbondante e molto varia, e fu da allora soprannominata dai nostri avi la capitale delle ciliegie, fin dall'epoca in cui la produzione giornaliera sfiorava le 30 tonnellate.

## Monumenti e luoghi d'interesse
- Grotta della Salpêtrière
- Ponte del Gard

## Società

### Evoluzione demografica
Abitanti censiti